# Heinrich Vollmar

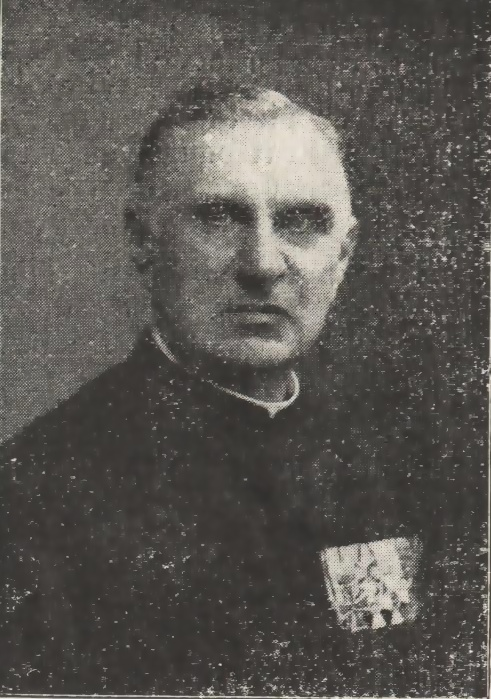
Bischof Heinrich Vollmar mit Eisernem Kreuz von 1870 am Nichtkämpferband (linke Auszeichnung)

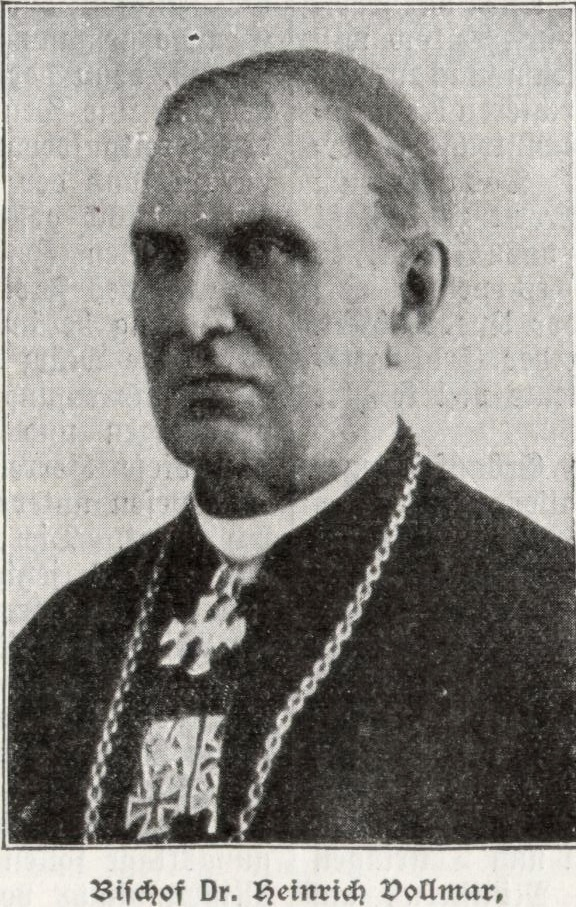
Bischof Heinrich Vollmar (1908)

Heinrich Vollmar (* 1. Mai  1839 in Paderborn; † 8. Juli 1915) war ein katholischer Priester und Feldpropst (Militärbischof) der preußischen Streitkräfte.

## Leben und Wirken
Heinrich Vollmar wurde als Sohn eines Kaufmannes in Paderborn geboren, besuchte in seiner Heimatstadt das Gymnasium, studierte Philosophie sowie Katholische Theologie und erhielt am 15. August 1863 die Priesterweihe als Geistlicher der Diözese Paderborn. Zunächst amtierte er als Vikar (Kaplan) in Gütersloh, bis er auf Vorschlag seines Bischofs Konrad Martin zur Militärseelsorge in die Preußische Garnison Trier wechselte. Hier rückte er 1870 mit den Truppen aus und machte den gesamten  Deutsch-Französischen Krieg 1870/71 als Feldgeistlicher mit. Wegen seines unermüdlichen Seelsorgeengagements und seiner Unerschrockenheit erhielt er das Eiserne Kreuz II. Klasse am Nichtkämpferband. Von 1876 bis 1894 amtierte Vollmar nacheinander als Militärpfarrer bzw. -oberpfarrer an den Standorten Altona, Metz, Rendsburg, Graudenz, Königsberg und Hannover. 1894 berief ihn der damalige preußische Feldpropst, Bischof Johannes Maria Assmann in der gleichen Stellung nach Berlin, 1901 ernannte er ihn zu seinem Generalvikar.
Als Assmann 1903 überraschend bei einem Kuraufenthalt starb, folgte ihm Heinrich Vollmar im Amt nach. Am 9. November 1903 wurde er zum katholischen Preußischen Feldpropst und zum Titularbischof von Pergamum ernannt. Die Bischofsweihe erhielt er am 10. Februar 1904 von Kardinal Georg Kopp. Vollmar war kraft seines Amtes für alle katholischen Heeres- und Marinesoldaten mit Familien, nicht nur in Preußen, sondern auch in den deutschen Kleinstaaten und im Reichsland Elsaß-Lothringen zuständig. Zu seinem Amtsantritt veranstalteten die preußischen Militärgeistlichen eine Kollekte und ließen dem Oberhirten einen prachtvollen Bischofsstab als Geschenk fertigen. Der Prälat amtierte als Feldpropst bis Ende 1913 und starb 1915. Er hatte u. a. Cantilenae Sacrae, eine Sammlung lateinischer Gottesdienstgesänge sowie ein Militärgebetbuch mit dem Titel Der katholische Soldat publiziert. Dieses erschien nochmals nach seinem Tode, im Ersten Weltkrieg. Für seine Verdienste wurde er unter anderem mit dem Roten-Adler-Orden ausgezeichnet. Sein Nachfolger als Feldpropst wurde Bischof Heinrich Joeppen. 
Am 1. Februar 1906 verlieh ihm die Theologische Fakultät der Albert-Ludwigs-Universität Freiburg die Ehrendoktorwürde.

## Werke
- Katholisches Militär-Gebet- und Gesangbuch. Verfaßt vom katholischen Feldpropst der Armee Dr. theol. Heinrich Vollmar Titularbischof von Pergamon. Druck und Verlag der Germania Akt.-Ges., Berlin C2 (um 1910, 248 Seiten, mit Noten)